# Franz Altheim
Franz Altheim (* 6. Oktober 1898 in Frankfurt am Main; † 17. Oktober 1976 in Münster) war ein deutscher Althistoriker und Klassischer Philologe.

## Leben und Wirken
Altheim war der Sohn des Malers Wilhelm Altheim, der am Weihnachtstag 1914 Selbstmord beging. Franz besuchte ein Frankfurter Gymnasium und studierte von 1916 bis 1921 an der Universität Frankfurt Klassische Philologie und Altertumswissenschaften. 1917 leistete er als Freiwilliger Kriegsdienst als Übersetzer in der Türkei und trug später ein Frontkämpferabzeichen. Im Dezember 1921 promovierte er bei Hans von Arnim mit der Dissertation Die Komposition der Politik des Aristoteles. 1925 wurde Altheim Stipendiat der Notgemeinschaft der deutschen Wissenschaft. 1928 erfolgte seine Habilitation bei Walter F. Otto zum Thema Griechische Götter im alten Rom. Daneben lernte er Karl Kerényi und Leo Frobenius mit ihren religionsgeschichtlichen Interessen kennen, letzterer führte ihn in Doorn beim deutschen Exkaiser Wilhelm II. ein. Anschließend war Altheim bis 1935 Privatdozent, ab 1936 außerplanmäßiger Professor für Klassische Philologie an der Universität Frankfurt am Main. Im Winter 1936 war er Lehrstuhlvertreter an der Martin-Luther-Universität Halle-Wittenberg. Er gehörte dem George-Kreis an und war von 1934 bis 1936 Mitglied der SA. Die Nähe zum George-Kreis und eine gewisse Weltoffenheit machte ihn zu dieser Zeit zunächst noch für das NS-System verdächtig. 1937 wurde er schließlich außerordentlicher Professor für Klassische Philologie an der Hallenser Universität, 1943 schließlich ordentlicher Professor. Ursprünglich Latinist, wandte sich Altheim spätestens in Halle immer mehr der Alten Geschichte zu. Er verfasste eine umfangreiche Zahl von Monographien, die teilweise auch in andere Sprachen übersetzt wurden. Altheim beschäftigte sich vor allem mit der hellenistischen und römischen Geschichte sowie mit der römischen Religionsgeschichte und in zunehmendem Maße mit der Geschichte des alten Orients.
Etwa 1936 lernte er die Zeichnerin Erika Trautmann-Nehring kennen, durch deren Verbindung zu Hermann Göring auch Altheim in Kontakt mit der Führungsetage des NS-Staates kam. Altheim gehörte zu einer Gruppe aufstrebender Wissenschaftler, die das „Deutschen Ahnenerbe“ anwarb, um den geplanten wissenschaftlichen Ansprüchen und Programmatiken zu entsprechen. Interessant für das NS-Ahnenerbe wurde er durch seine Habilitationsschrift, in der er konstatierte, die römische Religion hätte „nordisches Gedankengut“ in sich getragen. Damit schwamm er im Strom opportunistischer Wissenschaftler mit, die, um ihren jeweiligen Forschungsgebieten politische Legitimation zu geben, germanische, arische oder nordische Bezüge konstruierten. Altheim wurde laut Michael H. Kater ein „Star“ dieser exklusiven Gruppe von Forschern, die vom NS-Regime mit hohen Donationen gelockt wurden. Insbesondere übernahmen sie die Zahlung für Altheims teure Forschungsreisen, so wurden die Kosten für Altheims Orientreise im Sommer und Herbst 1938 in Höhe von 6800 Reichsmark letztlich aus der persönlichen Kasse Heinrich Himmlers übernommen. Zudem arbeitete er an den Felsritzungen des Valcamonica in Italien, wofür er Erika Trautmann-Nehring begleitete. Mit ihr als Lebensgefährtin bereiste er Schweden und Rumänien. Dabei fertigten sie zugleich Berichte für den SD über die Stimmung in diesen Ländern gegenüber Nazideutschland sowie den Juden und dem Zionismus an. Altheim war nach der Rückkehr von seinen Forschungsreisen nach Italien und Kroatien ab November 1937 offiziell Mitglied und Mitarbeiter des Ahnenerbe-Vereins. Neben Walther Wüst, Wolfram Sievers, Karl August Eckhardt und weiteren Wissenschaftlern war er als Mitglied des Gutachterausschusses des Ahnenerbe-Forschungsprojekts „Wald und Baum“ tätig. Sievers’ 1939 vorgebrachten Plänen zur Gründung eines sich mit der Antike befassenden „rassekundlich-historischen Instituts“ stimmte Altheim voll und ganz zu. Bei der Aktion „Kriegseinsatz der Geisteswissenschaften“ arbeitete er für die Gruppe Lebensmächte und Wesen des Indogermanentums zum Thema Indogermanische Wesenszüge bei den Kelten. Neben den Verbindungen zu Himmler und dessen „Ahnenerbe“ unterhielt Altheim auch zu Hermann Göring gute Kontakte.
1945 wurde Altheim aufgrund seiner NS-Verwicklungen zunächst abberufen, aber bald wieder eingesetzt. Es bewies Altheims große Anpassungsfähigkeit, dass er offenbar glaubhaft machen konnte, trotz seiner Verstrickungen ins NS-System ein unpolitischer Wissenschaftler zu sein. Ob dies der Wahrheit entspricht, ist umstritten, so wurde er über seinen Tod hinaus als Mitglied des Patronatskomitee der Nouvelle École aufgeführt; die Zeitschrift ist eines der Sprachrohre der rechtsextremen GRECE. 1948 wurde Altheim in Halle wieder Professor für Alte Geschichte, wechselte aber 1950 auf den althistorischen Lehrstuhl an der neu gegründeten Freien Universität Berlin, den er bis zu seiner Emeritierung 1964 innehatte. In dieser Zeit unterhielt er auch weiterhin gute Kontakte in den Osten Deutschlands, betreute unter anderem auch Doktoranden in der DDR. Seit 1955 zählte Altheim zu den Mitgliedern des Wissenschaftlichen Beirates in der Sachbuchreihe Rowohlts deutsche Enzyklopädie. Die Althistorikerin Ruth Altheim-Stiehl, die seine Doktorandin war und danach an mehreren seiner Werke mitarbeitete, ist seine Adoptivtochter. Als sie 1964 an die Universität Münster berufen wurde, folgte ihr Altheim und gab dort über mehrere Jahre Lehrveranstaltungen.
Altheims Forschungen nach 1945 waren sehr breit gefächert. Einen Schwerpunkt nahm das 3. Jahrhundert ein. Seine Einbeziehung der „Randkulturen“ der Antike, wie die der Goten, Hunnen, Finnen oder Arabern, der Aramäischen Sprachen oder Persönlichkeiten wie Zarathustra, also der „geographische[n] wie [der] zeitliche[n] Peripherie Römischen Reichs“ (Ernst Baltrusch), ließen ihn geradezu modern wirken. Altheim war ein überaus produktiver Autor, dessen oft mehrbändigen Werke vielfach mehrere zum Teil nur leicht veränderte Auflagen unter veränderten Titeln und Übersetzungen in andere Sprachen erfuhren.
Zu Altheims akademischen Schülerinnen und Schülern gehören neben Ruth Stiel und Rigobert Günther, dessen Habilitation er begleitete, die Promovenden Helmut Kalex (1960) und Joachim Rehork (1964) sowie Árpád Szabó, Gerhard Schrot und Willy Borgeaud. Auf Altheims Einfluss ging zudem Robert Göbls Hinwendung zur vorislamisch-orientalischen Numismatik zurück.
Trotz der zum Teil weiten Verbreitung seiner Bücher zu deren Erscheinungszeiten und seines für seine Zeit sehr ungewöhnlichen interdisziplinären und nicht eurozentristischen Ansatzes ist Altheims Nachwirkung insgesamt überschaubar. Dies liegt zum einen an der von ihm verwendeten Sprache, die er an die zeitlichen Gegebenheiten anpasste und somit für spätere Leser wenig attraktiv machte. Somit war es ihm aber problemlos möglich, nach 1945 den NS-Sprachduktus abzulegen und sich den neuen Gegebenheiten anzupassen. Zum anderen waren viele seiner Hypothesen sehr eigenwillig und großer Kritik ausgesetzt. Dennoch hielt er an diesen immer fest.

## Schriften (Auswahl)
- Griechische Götter im alten Rom (= Religionsgeschichtliche Versuche und Vorarbeiten. Band 22, Heft 1). Alfred Töpelmann, Gießen 1930. Neuausgabe, ebenda 1980.
- Terra Mater. Untersuchungen zur altitalischen Religionsgeschichte (= Religionsgeschichtliche Versuche und Vorarbeiten. Band 22, Heft 2). Alfred Töpelmann, Gießen 1931.
- Römische Religionsgeschichte. 3 Bände (= Sammlung Göschen. Band 1035/1052/1072). Walter de Gruyter, Berlin 1931–1933. 2. Auflage in 2 Bänden, ebenda 1956.
- Epochen der römischen Geschichte. 2 Bände (= Frankfurter Studien zur Religion und Kultur der Antike. Band 9/12). Klostermann, Frankfurt am Main 1934–1935.
- Lex sacrata (= Albae vigiliae. Heft 1). Pantheon, Amsterdam 1939.
- Die Soldatenkaiser (= Deutsches Ahnenerbe. Reihe B: Fachwissenschaftliche Untersuchungen. Abteilung: Arbeiten zur Alten Geschichte. Band 1). Klostermann, Frankfurt am Main 1939 (Digitalisat).
- mit Erika Trautmann: Vom Ursprung der Runen (= Deutsches Ahnenerbe. Reihe B: Fachwissenschaftliche Untersuchungen. Abteilung: Arbeiten zur Germanenkunde. Band 3). Klostermann, Frankfurt am Main 1939.
- mit Erika Trautmann: Italien und die dorische Wanderung (= Albae vigiliae. Heft 5). Pantheon, Amsterdam 1940.
- Italien und Rom. 2 Bände, Pantheon, Amsterdam 1941–1943. 2. Auflage, ebenda 1943. 3. Auflage, ebenda 1944. 4. Auflage unter dem Titel Römische Geschichte, Klostermann, Frankfurt am Main 1951–1953.
- Rom und der Hellenismus. Pantheon, Amsterdam 1942.
- Helios und Heliodor von Emesa (= Albae vigiliae. Heft 12). Pantheon, Amsterdam 1942.
- mit Erika Trautmann-Nehring: Kimbern und Runen. Untersuchungen zur Ursprungsfrage der Runen (= Germanien. Beiheft 1). Ahnenerbe, Berlin 1942.
- Die Krise der alten Welt im 3. Jahrhundert n. Zw. und ihre Ursachen. 2 Bände (von 3 geplanten) (= Deutsches Ahnenerbe. Reihe B: Fachwissenschaftliche Untersuchungen. Abteilung: Arbeiten zur alten Geschichte. Band 2/3). Ahnenerbe, Berlin 1943 (Digitalisat von Band 1).
- Goten und Finnen im dritten und vierten Jahrhundert. Ranke, Berlin 1944 (Digitalisat).
- Weltgeschichte Asiens im griechischen Zeitalter. 2 Bände. Niemeyer, Halle 1947–1948.
- Römische Geschichte (= Sammlung Göschen. Band 19/677/679). 3 Bände (von 4 geplanten), de Gruyter, Berlin 1948–1958.
- Literatur und Gesellschaft im ausgehenden Altertum. 2 Bände. Niemeyer, Halle 1948–1950.
- Der Ursprung der Etrusker. Verlag für Kunst und Wissenschaft, Baden-Baden 1950.
- Roman und Dekadenz. Max Niemeyer, Tübingen 1951 (erweiterter Ausschnitt aus Literatur und Gesellschaft im ausgehenden Altertum).
- Geschichte der lateinischen Sprache. Von den Anfängen bis zum Beginn der Literatur. Klostermann, Frankfurt 1951.
- Aus Spätantike und Christentum. Niemeyer, Tübingen 1951.
- Attila und die Hunnen. Verlag für Kunst und Wissenschaft, Baden-Baden 1951.
- Niedergang der alten Welt. Eine Untersuchung der Ursachen. 2 Bände, Klostermann, Frankfurt 1952.
- mit Ruth Stiehl: Asien und Rom. Neue Urkunden aus sassanidischer Frühzeit. Niemeyer, Tübingen 1952.
- Alexander und Asien. Geschichte eines geistigen Erbes. Niemeyer, Tübingen 1953.
- Gesicht vom Abend und Morgen. Von der Antike zum Mittelalter. Fischer, Frankfurt 1954.
- mit Ruth Stiehl: Porphyrios und Empedokles. Niemeyer, Tübingen 1954.
- mit Ruth Stiehl: Ein asiatischer Staat. Feudalismus unter den Sassaniden und ihren Nachbarn. Band 1 (mehr nicht erschienen), Limes Verlag, Wiesbaden 1954.
- Reich gegen Mitternacht. Asiens Weg nach Europa (= Rowohlts deutsche Enzyklopädie. Band 5). Rowohlt, Hamburg 1955.
- Der unbesiegte Gott. Heidentum und Christentum (= Rowohlts deutsche Enzyklopädie. Band 35). Rowohlt, Hamburg 1957.
- Utopie und Wirtschaft. Eine geschichtliche Betrachtung. Klostermann, Frankfurt 1957.
- mit Ruth Stiehl: Finanzgeschichte der Spätantike. Klostermann, Frankfurt 1957.
- mit Ruth Stiehl: Philologia sacra (= Aparchai. Band 2). Niemeyer, Tübingen 1958.
- mit Hans Wilhelm Haussig: Die Hunnen in Osteuropa. Ein Forschungsbericht. Verlag für Kunst und Wissenschaft, Baden-Baden 1958.
- mit Ruth Stiehl: Die aramäische Sprache unter den Achaimeniden. Band 1, Lieferungen 1–3 (mehr nie erschienen), Klostermann, Frankfurt 1959–1963.
- Geschichte der Hunnen. 5 Bände, de Gruyter, Berlin 1959–1962.
- Zarathustra und Alexander. Eine ost-westliche Begegnung. Fischer, Frankfurt 1960.
- Entwicklungshilfe im Altertum. Die großen Reiche und ihre Nachbarn (= Rowohlts deutsche Enzyklopädie. Band 162). Rowohlt, Reinbek 1962.
- Die Araber in der alten Welt. 6 Bände, de Gruyter, Berlin 1964–1969 (mit zahlreichen enthaltenen Beiträgen anderer Wissenschaftler).
- mit Ruth Stiehl: Geschichte Mittelasiens im Altertum. de Gruyter, Berlin 1970.
- mit Ruth Stiehl: Christentum am Roten Meer. 2 Bände, de Gruyter, Berlin 1971–1973, ISBN 3-11-003790-4 und ISBN 3-11-003791-2 (mit zahlreichen Beiträgen anderer Wissenschaftler).